# Ruppertsberg
Ruppertsberg là một đô thị thuộc huyện Bad Dürkheim, trong bang Rheinland-Pfalz, phía tây nước Đức. Đô thị Ruppertsberg có diện tích 8,07 km², dân số thời điểm ngày 31 tháng 12 năm 2006 là 1412 người.